# 伊斯特凡·潘尼
伊斯特凡·潘尼（István Péni，1997年2月14日—），是一名匈牙利射擊運動員，曾獲得2018年世界射擊錦標賽男子300米步槍三姿亞軍。他也參加了2014年南京青奧，獲得一枚金牌和一枚銅牌。

## 外部連結
- ISSF （页面存档备份，存于）